# Investment Real Returns
Investment Real Returns est un fonds d'investissement créé et géré par Edouard Stern jusqu'à sa mort en 2005. Il a été liquidé depuis par ses héritiers.

## Activités
- 2002: entre au conseil d'administration du groupe chimique Rhodia. Il négocie seul pour HSBC la reprise du CCF.

- 2003: entre dans le capital de GrandVision, un distributeur de lunettes, sans parvenir à en devenir le maître. Il négocie pour L'Oréal les accords avec Nestlé dans Gesparal.

- 2004: le milieu financier pense qu’il est derrière le fonds d’investissement basé aux États-Unis Knight Vinke qui demande la scission du groupe Suez en deux activités, eau et énergie.

Édouard Stern, créateur et dirigeant d'IRR jusqu'à sa mort en 2005, était également président du conseil d’administration de Delta, une société industrielle et de matières premières établie à Londres et employant 4 500 personnes en Australie, en Afrique du Sud et aux États-Unis notamment.